# Кейнарій-Векі
Кейнарій-Векі (рум. Căinarii Vechi) — село в Молдові у Сороцькому районі. Назва перекладається як «Старі Кейнари». Адміністративний центр однойменної комуни, до складу якої також входить село Флорічень.
У селі проживають молдовани та українці. Згідно з даними перепису населення 2004 року кількість українців — 1262 особи (41,5 %).